# Saint-Drézéry
Saint-Drézéry là một xã thuộc tỉnh Hérault trong vùng Occitanie phía nam nước Pháp.